# Dipterocarpus alatus
Діптерокарпус крилатий, янг, керуінг (Dipterocarpus alatus) — дерево родини діптерокарпові (Dipterocarpaceae).

## Будова

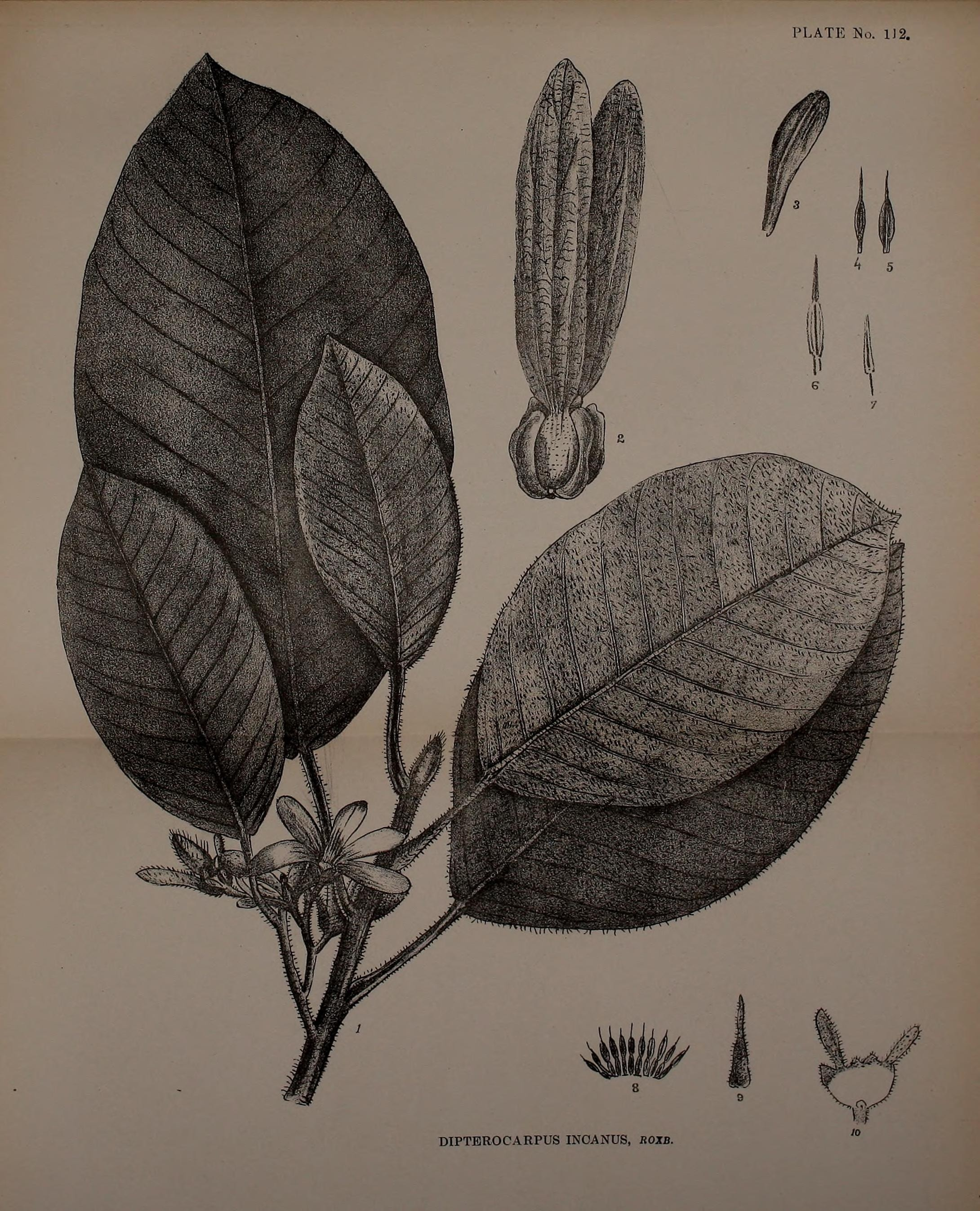
Ілюстрація з книги «Indian medicinal plants» (1918)

Дерево висотою 40 метрів. Стовбур високий прямий циліндричний до півтори метра в діаметрі. Крона починається на висоті 20 метрів. Листя вузьке овальне з гострим кінчиком. Дерево має великі запашні двостатеві актиноморфні квіти з довгими пелюстками білого кольору з рожевими смужками. Плід — горішок з двома великими крилами, що дозволяє йому кружляти у повітрі.

## Життєвий цикл
Дерево поступово вкривається листям з січня по червень, поки такі чинники як температура і вологість не зупиняють подальший ріст. Листя опадає у середині листопада, коли температура і вологість зменшується. Квітне у грудні. Горішки дозрівають у середині лютого.

## Поширення та середовище існування
Діптерокарпус крилатий зустрічається у сухих листопадних та вічнозелених лісах від Індії та Андаманських островів до Камбоджі, Лаосу і В'єтнаму. Максимально допустима висота 500 м над рівнем моря. Кількість опадів — 1100—2200 мм, середня температура 20-30 градусів.